# Nicola Leali
Nicola Leali (Castiglione delle Stiviere, 17 februari 1993) is een Italiaans doelman in het betaald voetbal. Hij wordt sinds 2019 door Perugia Calcio uitgeleend aan Ascoli Calcio.

## Clubcarrière
Leali werd op tienjarige leeftijd opgenomen in de jeugdopleiding van Brescia. Tijdens het seizoen 2011/12 speelde hij zeventien wedstrijden in het eerste elftal van deze club. In juni 2012 legde Juventus Leali vast voor een bedrag van 3,8 miljoen euro; hij ondertekende een contract tot en met het seizoen 2016/17. Hij werd meteen uitgeleend aan de toenmalige Serie B-club SS Lanciano. In de seizoenen 2012/13 en 2013/14 werd Leali uitgeleend aan respectievelijk SS Lanciano (37 wedstrijden in de Serie B) en Spezia Calcio 1906 (39 wedstrijden in de Serie B). In juli 2014 werd hij opnieuw uitgeleend, ditmaal voor één seizoen aan Serie A-promovendus AC Cesena. In het seizoen 2014/15 speelde Leali voor Cesena 28 wedstrijden in de Serie A. In vier duels behield hij een clean sheet; in de overige 24 wedstrijden incasseerde hij 49 doelpunten. Op 26 oktober 2014 kreeg Leali in de confrontatie met Internazionale (0–1) na een halfuur een rode kaart van arbiter Paolo Mazzoleni en kreeg Inter een strafschop toegekend, die reservedoelman Federico Agliardi vervolgens niet kon keren. Leali's contract bij Cesena liep op 30 juni 2015 af. In juli 2015 werd hij voor het seizoen 2015/16 door Juventus verhuurd aan Frosinone, dat voor het eerst in haar clubgeschiedenis naar de Serie A was gepromoveerd.
In het seizoen 2016/17 werd hij voor het eerst aan het buitenlandse club uitgeleend, namelijk Olympiakos Piraeus. Naast dertien competitiewedstrijden speelde hij er ook vier bekerwedstrijden en tien wedstrijden in de Europa League, waarin hij de achtste finale haalde. Op het einde van het seizoen werd hij landskampioen met Olympiakos. Het seizoen daarop leende Juventus hem opnieuw uit aan een buitenlandse club, ditmaal aan toenmalig partnerclub Zulte Waregem – hoewel hij eerder ook op de radar stond van RC Genk. Ook Grigoris Kastanos maakte op huurbasis de overstap naar het Regenboogstadion. Toen eerste doelman Sammy Bossut in augustus 2017 voor drie maanden uitviel leek Leali zijn kans te gaan grijpen, maar aanvankelijk was het Louis Bostyn die de voorkeur kreeg van trainer Francky Dury. Op de zesde competitiespeeldag kreeg hij voor het eerst zijn kans in het burenduel tegen KV Kortrijk, dat op 2-2 eindigde. Leali mocht uiteindelijk acht wedstrijden spelen bij Zulte Waregem (onder andere in de Europa League-groepsfase tegen OGC Nice en SS Lazio). Daarin slikte hij niet minder dan 21 tegendoelpunten, waardoor hij uiteindelijk weer plaats moest ruimen voor Bostyn. Dat wekte niet alleen onvrede op bij Leali, maar ook bij Juventus, dat een flinke financiële inspanning had gedaan door een flink deel van Leali's loon te blijven uitbetalen. Leali vertrok uiteindelijk al na een half seizoen bij Essevee en deed het seizoen op huurbasis uit bij Perugia Calcio.
In de zomer van 2018 liet Juventus de 25-jarige Leali definitief vertrekken naar Perugia voor een bedrag van 2,5 miljoen euro. Leali speelde de basisplaats die hij tijdens zijn uitleenbeurt had vergaard echter kwijt aan de Brazilaan Gabriel, waarop Perugia besloot hem uit te lenen: eerst aan Foggia Calcio (januari-juni 2019), daarna aan Ascoli Calcio (2019-2021).

## Interlandcarrière
Leali speelde wedstrijden op nationaal jeugdniveau met Italië –17, Italië –18, Italië –19, Italië –20 en het Italiaans voetbalelftal onder 21. In 2013 nam hij als reservedoelman met laatstgenoemde elftal deel aan het Europees kampioenschap voetbal onder 21 in Israël, waar Jong Italië in de finale met 4-2 verloor van de leeftijdgenoten uit Spanje.